# Too Many Losing Heroines!
Too Many Losing Heroines! (負けヒロインが多すぎる！?, Make Hiroin ga Ōsugiru!, lett. "Troppe eroine perdenti."), conosciuta anche come Makeine (マケイン?), è una serie web novel scritta da Takibi Amamori e illustrata da Imigimuru e pubblicata nella rivista Gagaga Bunko a partire da luglio 2021.
Un adattamento manga, scritto da Takibi Amamori e disegnato da Itachi, è serializzato sulla rivista Ura Sunday di Shōgakukan e sull'app MangaOne dal 29 aprile 2022. L'edizione italiana pubblicata da J-Pop è attesa per l'autunno 2025.
Una serie anime, animata dallo studio A-1 Pictures, è stata trasmessa in Giappone dal 14 luglio 2024 al 29 settembre 2024. Una seconda stagione è stata annunciata il 6 aprile 2025.

## Trama
Kazuhiko Nukumizu si è sempre considerato un semplice "personaggio di sfondo", uno studente qualunque che preferisce osservare da lontano i drammi sentimentali altrui piuttosto che esserne coinvolto. Ama le commedie romantiche, ma sa bene che dietro ogni lieto fine si nasconde inevitabilmente un "perdente". Tuttavia, il destino ha in serbo per lui un ruolo molto più centrale.
Tutto ha inizio quando, in un tranquillo ristorante per famiglie, Kazuhiko assiste casualmente a una scena: Anna Yanami, la ragazza più popolare della scuola, tenta di confessare il suo amore all'amico d'infanzia Sousuke Hakamada, ma viene rifiutata davanti a tutti, poiché Sousuke è inamorato della loro compagna di scuola Karen Himemiya.
Anna si accorge che Nukumizu ha assistito a tutta la scena e da quel momento, la ragazza inizia a confidarsi con lui, nonostante a scuola non si siano mai parlati.
Ma Anna non è l'unica. Presto, Kazuhiko finisce per frequentare altre ragazze accomunate dallo stesso destino di "eroine perdenti": Lemon Yakishio, del club di atletica, e Chika Komari, del club di letteratura, entrambe reduci da cocenti delusioni amorose. In breve tempo, Kazuhiko si ritrova quindi circondato da ragazze che, nei classici triangoli amorosi finicono in disparte, ma la storia sembra prendere pieghe diverse da quelle scritte nei manga.

## Personaggi
Kazuhiko Nukumizu (温水 和彦?, Nukumizu Kazuhiko)
Doppiato da: Shotaro Uzawa (drama-CD), Shūichirō Umeda (anime)
Anna Yanami (八奈見 杏菜?, Yanami Anna)
Doppiato da: Rina Honnizumi (drama-CD), Hikaru Tono (anime)
Lemon Yakishio (焼塩 檸檬?, Yakishio Remon)
Doppiato da: Maki Yamaichi (drama-CD), Shion Wakayama (anime)
Chika Komari (小鞠 知花?, Komari Chika)
Doppiato da: Mei Shibata (drama-CD), Momoka Terasawa (anime)
Chika Komari (小鞠 知花?, Komari Chika)
Doppiato da: Mei Shibata (drama-CD), Momoka Terasawa (anime)

## Media

### Light Novel
L'opera è scritta scritta da Takibi Amamori e illustrato da Imigimuru e ha iniziato a essere pubblicata nella rivista Gagaga Bunko di Shogakukan a partire dal 21 luglio 2021. A maggio 2025 sono stati pubblicati otto volumi bunkobon più un volume che raccoglie storie brevi.
Il 20 settembre 2023 è iniziata la distribuzione anche di una versione audiolibro con le voci di Shotaro Uzawa, Rina Honnizumi, Maki Yamaichi, Mei Shibata, Chihiro Shirata, Keaki Watanabe, Shuma Konoe, Yurie Igoma, Kiri Kamasawa e Taira Yamauchi, tutti provenienti da 81 Produce.

### Manga
Un adattamento manga, scritto da Takibi Amamori e disegnato da Itachi, è serializzato sulla rivista Ura Sunday di Shōgakukan e sull'app MangaOne dal 29 aprile 2022.
L'edizione italiana pubblicata da J-Pop è stata annunciata al Napoli Comicon il 3 maggio 2025 e attesa per l'autunno 2025.

### Anime
L'adattamento della serie TV anime è stato annunciato a dicembre 2023. La serie prodotta da Aniplex e animata dallo studio A-1 Pictures, diretto da Shōtarō Kitamura, con la sceneggiatura di Masahiro Yokotani, character design di Tetsuya Kawakami e la musica composta da Kana Utatane.
La prima stagione è andata in onda in Giappone dal 14 luglio 2024 al 29 settembre 2024 su Tokyo MX e altre reti. La sigla di apertura è Tsuyogaru Girl (つよがるガール?) eseguita da BotchiBoromaru feat. Mossa, mentre le molteplici sigle finali sono eseguite dalle eroine perdenti nel seguente ordine: la prima è una cover di Love 2000 di Hitomi eseguita da Hikaru Tono nel ruolo di Anna Yanami, la seconda è una cover di Crazy For You di Kylee eseguita da Shion Wakayama nel ruolo di Lemon Yakishio, e la terza è una cover di Feel My Soul di Yui eseguita da Momoka Terasawa nel ruolo di Chika Komari.
Crunchyroll ha acquisito i diritti per la ditribuzione mondiale in streaming fuori dall'Asia, dove invece la distribuzione è stata concessa in licenza a Aniplus Asia.
Una seconda stagione è stata annunciata il 6 aprile 2025 durante un evento dedicato alla serie.

## Accoglienza
Nell'edizione del 2022 della guida annuale delle light novel Kono Light Novel ga Sugoi!, di Takarajimasha, la serie si è classificata al 18º posto nella categoria bunkobon e all'11º posto nella categoria nuove opere. Si è classificata al primo posto nella categoria bunkobon nel 2025.